# 浪漫殺手
《浪漫殺手》是日本漫畫家百世渡的漫畫作品，2019年7月30日至2020年6月2日於少年Jump+連載，共38話。改編動畫由2022年10月27日起於Netflix獨佔上架，共12集，做完原作全部故事，動畫製作公司是domerica。
紙本單行本第1卷於2019年12月4日出版。第1卷發售後1個月，即2020年1月時，因銷量問題而決定腰斬。在負責編輯通融之下，得以最低限度地畫完想畫的故事——「純太的青梅竹馬捏造問題」、「香月的過去」和「莉莉的變化」，並在2020年6月結束連載。單行本第2至4卷亦僅以電子版形式，分別於2020年3月、8月和9月發售。直至獲動畫化後，才得以在2022年10月發行紙本版的第2至4卷。
在漫畫連載結束後不久，即是在動畫播出的約兩年前，便開始了動畫化的企劃。2022年8月23日，正式宣佈動畫化。
本作在下一部人氣漫畫大賞2020的網絡漫畫類別中獲得第12名。

## 角色列表
星野杏子（聲：高橋李依）
本作女主角。喜歡貓（茉茉西奇）、電子遊戲和巧克力，性格外向颯爽，卻同時是個重度宅女。被莉莉剝奪了人生三大樂趣後，被迫與現實中的型男產生各種邂逅。
莉莉（聲：小松未可子）
神秘的魔法師，自稱會帶來幸福戀愛和邂逅。其行為卻經常讓杏子慍怒以及造成周遭人的困擾。本身的魔法只能使用在與杏子戀愛相關的事情上，但在與杏子的相處過程中漸漸的對杏子產生了感情。從杏子被小混混騷擾那時候開始會擅自使用魔法幫助杏子，甚至為了保護杏子與司而擅自刪除掉了花菜的記憶，這也導致其需要接受魔法界的極刑。
香月司（聲：梅原裕一郎）
本作男主角之一。因初中時有過被跟蹤狂騷擾的經驗，導致其害怕去上學，也不想與他人有過多的交集。因此其對於女性的搭訕顯得格外地冷漠。
速水純太（聲：梶原岳人）
本作男主角之一。杏子的青梅竹馬，與杏子同為國小同學，曾在一起玩過同款遊戲。高中棒球部的明星球員。因有在打棒球的緣故，身材與長相皆與小時候有著極大的差距。從小就一直喜歡杏子。
小金井聖（聲：花江夏樹）
本作男主角之一。原本在直升學校，為了使他有所轉變，被父親轉到杏子所在的公立高中。因其富二代身份而經常會遇到碰瓷的人。
高峯咲姬（聲：石見舞菜香）
杏子的初中同學及好朋友。在初中時代因為身材貌美而引人注目，杏子曾幫助過她，兩人高中同班。
織田真斗（聲：下野紘）
司的朋友與同學，是純太的球迷。
柏木玲菜（聲：近藤玲奈）
前園雪花（聲：田中那實）
土屋（聲：津田健次郎）
聖的私人司機。
龍矢（聲：村田太志）
杏子的小學同學，初戀對象是杏子。
香月愛里紗（聲：井上麻里奈）
司的姐姐。
岸優花菜（聲：日笠陽子）
瘋狂跟蹤司的跟蹤狂，似乎從前被職場霸凌過，然後偶遇初中時期的司。
茉茉西奇（聲：柴田芽衣）
杏子的寵物貓，也是杏子的最愛之一。
凱特（聲：三森鈴子）
替代莉莉新就任的魔法師。

## 出版書籍
| 卷數 | 集英社             | 集英社        | 集英社                 | 集英社 |
| 卷數 | 發售日期（電子書） | 發售日期      | ISBN                   |        |
| ---- | ------------------ | ------------- | ---------------------- | ------ |
| 1    | 2019年12月4日      | 2019年12月4日 | ISBN 978-4-08-882164-1 |        |
| 2    | 2020年3月4日       | 2022年10月4日 | ISBN 978-4-08-883326-2 |        |
| 3    | 2020年8月4日       | 2022年10月4日 | ISBN 978-4-08-883327-9 |        |
| 4    | 2020年9月4日       | 2022年10月4日 | ISBN 978-4-08-883328-6 |        |

## 網絡動畫

### 製作人員
- 原作：百世渡《浪漫殺手》
- 導演：市川量也
- 系列構成：
- 編劇：、福田裕子
- 人物設定：松浦有紗
- 音樂：川崎龍、狐野智之
- 動畫製作：domerica（ドメリカ）
- 企劃、製作：Netflix[15]

## 真人電影
預計於2025年12月12日上映。由英勉執導，上白石萌歌、高橋恭平、木村柾哉、中島颯太四人主演。

### 登場人物
- 星野杏子：上白石萌歌
- 香月司：高橋恭平（浪花男子）
- 速水純太：木村柾哉（INI）
- 小金井聖：中島颯太（FANTASTICS from EXILE TRIBE）

### 製作團隊
- 原作：百世渡『浪漫殺手』（集英社「JUMP COMICS」刊）
- 導演：英勉（日语：英勉）
- 劇本：山岡潤平（日语：山岡潤平）
- 製作人：今井翔大
- 發行商：東寶
- 制作公司：TOHO STUDIO（日语：TOHOスタジオ）、Dub（日语：ダブ (企業)）
- 製作：「浪漫殺手」製作委員會

## 外部連結
漫畫
- 漫畫連載網站

電視動畫
-  在Netflix上觀看《浪漫殺手》

真人電影
- 電影『浪漫殺手』官方網站